# Petradoria pumila
Petradoria es un género monotípico de plantas fanerógamas perteneciente a la familia de las asteráceas. Comprende 3 especies descritas y solo una aceptada. Su única especie: Petradoria pumila, es nativa del oeste de Estados Unidos, donde es muy común en muchas regiones, donde forma áreas alfombradas en flores amarillas.

## Descripción
Es una planta perenne que alcanza un tamaño de hasta 30 cm de altura. Tallos  erectos y estriados. Hojas alternas de 2-12 cm , lineales, lanceoladas, coriáceas, con puntos de resina; márgenes escabrosos. Inflorescencia con muchas cabezas densas y aplanadas; involucros  inferiores a 10 mm , <3 mm de diam, cilíndricos; brácteas 10-21 en 3-6 series , oblongas a ovales, de color amarillo claro, lígulas amarillas. Tiene un número de cromosomas: 2 n = 18 

## Distribución y hábitat
Se encuentra en suelos rocosos, bosque de pinos, matorrales de enebros, a menudo en la piedra caliza  a una altitud de 2300-3400 metros, donde se distribuye por el desierto de montaña.

## Taxonomía
Petradoria pumila fue descrita por (Nutt.) Greene y publicado en Erythea 3(1): 13. 1895.